# Ciril Grmek
Ciril Grmek, kmet, član organizacije TIGR in aktivist osvobodilne fronte, * 21. junij 1905, Avber, † 14. februar 1944, na gmajni Planina pri Sežani.

## Življenje in delo
Rodil se je v zelo zavedni slovenski družini kmetu Alfonzu in kmetici Viktoriji Grmek rojeni Žvokelj. Ljudsko šolo je končal v rojstni vasi, tri razrede gimnazije pa v Celju. Po fašistični prepovedi delovanja slovenskih prosvetnih društev se je tudi sam, tako kot celotna družina, pridružil tajni organizaciji TIGR. Po usmrtitvi štirih slovenskih domoljubov 6. septembra 1930 (Ferdo Bidovec, Fran Marušič, Zvonimir Miloš, Alojz Valenčič) na strelišču pri Bazovici je fašistična policija isti dan aretirala Cirila, očeta in brata Alfonza, zadnje dva so po štirih mesecih izpustili, Cirila pa poslali v internacijo v pokrajino Matera. Oče in brat sta pred ponovnimi aretacijami pobegnila v Kraljevino Jugoslaviji, Ciril pa se je po amnestiji konec leta 1932 vrnil domov v Avber, tu obdeloval kmetijo, se poročil ter še naprej sodeloval s tigrovci. Vzhodno od vasi Avber, v dolino potoka Raša, so oborožene trojke z Danilom Zelenom na čelu prinašale prepovedano literaturo in drug material in se v bližini Grmekovega doma sestajale s primorskimi tigrovci. Ciril je bil ob sleherni fašistični manifestaciji aretiran in poslan v zapor. Tudi ob italijanskem napadu na Jugoslavijo je bil 13. aprila 1941 aretiran, nato odpeljan v internacijo ter po nekaj mesecih izpuščen. Po vrnitvi domov je delal za Osvobodilno fronto in postal tajnik OF za kraško okrožje. Februarja 1944 je bil namenjen v vas Orlek. Med potjo se je ustavil v vasi Križ. Vas so zaradi izdaje Nemci nepričakovano obkolili in zajeli več ljudi, med njimi tudi Grmeka. Vse zajete so odpeljali v Sežano, jih tam v zaporu tri tedne kruto mučili, nato pa vse ustrelili na gmajni Planina pri Sežani, kje stoji spominsko obeležje.